# Arany csillagoskolibri
A arany csillagoskolibri (Coeligena bonapartei eos) a madarak (Aves) osztályába, ezen belül a  sarlósfecske-alakúak (Apodiformes) rendjéhez és a kolibrifélék (Trochilidae) családjához tartozó faj.

## Rendszerezés
Besorolása vitatott, egyes rendszerezők szerint önálló faj Coeligena eos néven.

## Előfordulása
Venezuelában, az Andokban honos.

## Életmód
Nektárt, virágport és apró rovarokat fogyaszt, az utóbbit levelekről gyűjti össze.

## Külső hivatkozások
- Internet Bird Collection - videók a fajról